# Nadir Şükürov
Nadir Şükürov (28 febbraio 1967) è un ex calciatore azero, di ruolo portiere.

## Carriera

### Nazionale
Ha collezionato tre presenze con la propria Nazionale.

## Statistiche

### Cronologia presenze e reti in Nazionale
| Cronologia completa delle presenze e delle reti in nazionale ― Azerbaigian | Cronologia completa delle presenze e delle reti in nazionale ― Azerbaigian | Cronologia completa delle presenze e delle reti in nazionale ― Azerbaigian | Cronologia completa delle presenze e delle reti in nazionale ― Azerbaigian | Cronologia completa delle presenze e delle reti in nazionale ― Azerbaigian | Cronologia completa delle presenze e delle reti in nazionale ― Azerbaigian | Cronologia completa delle presenze e delle reti in nazionale ― Azerbaigian | Cronologia completa delle presenze e delle reti in nazionale ― Azerbaigian |
| Data                                                                       | Città                                                                      | In casa                                                                    | Risultato                                                                  | Ospiti                                                                     | Competizione                                                               | Reti                                                                       | Note                                                                       |
| -------------------------------------------------------------------------- | -------------------------------------------------------------------------- | -------------------------------------------------------------------------- | -------------------------------------------------------------------------- | -------------------------------------------------------------------------- | -------------------------------------------------------------------------- | -------------------------------------------------------------------------- | -------------------------------------------------------------------------- |
| 27-7-2000                                                                  | Varna                                                                      | Azerbaigian                                                                | 1 – 2                                                                      | Macedonia del Nord                                                         | San Pelegrino Tournament 2000                                              | -2                                                                         |                                                                            |
| 15-2-2001                                                                  | Varna                                                                      | Uzbekistan                                                                 | 2 – 1                                                                      | Azerbaigian                                                                | Amichevole                                                                 | -2                                                                         |                                                                            |
| 26-2-2001                                                                  | Varna                                                                      | Bielorussia                                                                | 0 – 1                                                                      | Azerbaigian                                                                | Amichevole                                                                 | -                                                                          |                                                                            |
| Totale                                                                     |                                                                            | Presenze                                                                   | 3                                                                          |                                                                            | Reti                                                                       | -4                                                                         |                                                                            |